# Мазаренова библиотека
Мазаренова библиотека (фр. Bibliothèque Mazarine) је библиотека у Паризу. То је најстарија јавна библиотека у Француској, за јавност први пут отворена 1643.
Ова библиотека је првобитно била лична библиотека кардинала Мазарена (1602—1661), који је био велики библиофил. Његова прва библиотека је разнесена у хаосу током побуне Фронде у Паризу. Поново је организовао библиотеку коју је завештао „Колежу четири нације“. У њему је библиотека поново отворена 1682. Колеж је 1805. постао „Палата француског института“. До Француске револуције библиотека је имала око 60.000 књига, а касније је знатно обогаћена књигама заплењеним од аристократије и свештенства. У њеном поседу је и примерак Гутенбергове Библије познат као „Мазаренова Библија“.